# I. B třída Pardubického kraje
I. B třída Pardubického kraje patří společně s ostatními prvními B třídami mezi sedmé nejvyšší fotbalové soutěže v Česku. Je řízena Pardubickým krajským fotbalovým svazem. Hraje se každý rok od léta do jara se zimní přestávkou. Účastní se jí v každé ze skupin A a B 14 týmů z oblasti Pardubického kraje. Vítězem se stává tým s nejvyšším počtem bodů v tabulce a postupuje do I. A třídy Pardubického kraje. Poslední dva týmy sestupují do příslušné II. třídy. Do Pardubické I. B třídy vždy postupuje vítěz dané II. třídy. Skupiny A se účastní týmy z okresu Chrudim a Pardubice a skupiny B se účastní týmy z okresu Ústí nad Orlicí a Svitavy.

## Vítězové

### 1. B třída skupina A
| Ročník    | Vítězný tým                                        |
| --------- | -------------------------------------------------- |
| 2003/2004 | TJ Valy                                            |
| 2004/2005 | TJ Sokol Živanice                                  |
| 2005/2006 | SK Chrudim 1887                                    |
| 2006/2007 | TJ Sokol Staré Hradiště                            |
| 2007/2008 | TJ Mezilesí Načešice                               |
| 2008/2009 | ŽSK Třemošnice                                     |
| 2009/2010 | FK Proseč                                          |
| 2010/2011 | MFK Chrudim "B"                                    |
| 2011/2012 | TJ Bítovany                                        |
| 2012/2013 | AFK Horní Jelení                                   |
| 2013/2014 | SK Vysoké Mýto "B"                                 |
| 2014/2015 | FC Libišany                                        |
| 2015/2016 | TJ Sokol Dobříkov                                  |
| 2016/2017 | FK Horní Ředice                                    |
| 2017/2018 | SK Tuněchody                                       |
| 2018/2019 | FC Libišany                                        |
| 2019/2020 | SK Spartak Slatiňany - nedohráno z důvodu Covid-19 |
| 2020/2021 | SK Lázně Bohdaneč - nedohráno z důvodu Covid-19    |
| 2021/2022 | FK Skuteč                                          |
| 2022/2023 | SK Spartak Slatiňany                               |
| 2023/2024 | SK Stolany                                         |

### 1. B třída skupina B
| Ročník    | Vítězný tým                   |
| --------- | ----------------------------- |
| 2003/2004 | SK Polička "B"                |
| 2004/2005 | TJ Sokol Libchavy             |
| 2005/2006 | FK Agria Choceň "B"           |
| 2006/2007 | FC Jiskra 2008                |
| 2007/2008 | TJ FC Rychnov na Moravě       |
| 2008/2009 | TJ Sokol Morašice             |
| 2009/2010 | TJ Sokol Březová nad Svitavou |
| 2010/2011 | TJ Sokol Březová nad Svitavou |
| 2011/2012 | TJ Sokol Libchavy             |
| 2012/2013 | FK Česká Třebová "B"          |
| 2013/2014 | TJ Sokol Kunčina              |
| 2014/2015 | TJ Jiskra Ústí nad Orlicí "B" |
| 2015/2016 | TJ Svitavy "B"                |
| 2016/2017 | TJ Sokol Kunčina              |
| 2017/2018 | SK Zámrsk                     |
| 2018/2019 | TJ Sokol Tatenice             |
| 2019/2020 | FK Letohrad "B"               |
| 2020/2021 | TJ Jablonné nad Orlicí        |
| 2021/2022 | TJ Sokol České Heřmanice      |
| 2022/2023 | 1. FC Žamberk                 |
| 2023/2024 | TJ Sokol Dobříkov             |